# Spoorlijn Leese-Stolzenau - Stadthagen
De spoorlijn Leese-Stolzenau - Stadthagen was een Duitse spoorlijn in Nedersaksen en Noordrijn-Westfalen en was als spoorlijn 1742 onder beheer van DB Netze.

## Geschiedenis
Het traject werd door de Deutsche Reichsbahn geopend op 2 augustus 1921. Op 6 juni 1961 werd het personenvervoer op de lijn opgeheven. Daarna heeft er nog enkele jaren goederenvervoer plaatsgevonden, tussen Loccum en Niederwöhren tot 1969, tussen Leese-Stolzenau en Loccum tot 1976 en tussen Niederwöhren en Stadthagen tot 1981. Thans is de volledige lijn opgebroken.  

## Aansluitingen
In de volgende plaatsen is of was er een aansluiting op de volgende spoorlijnen:
Leese-Stolzenau
DB 1741, spoorlijn tussen Nienburg en Minden
Stadthagen
DB 1700, spoorlijn tussen Hannover en Hamm
DB 9177, spoorlijn tussen Rinteln en Stadthagen